# Mormodes lineata
Mormodes lineata är en orkidéart som beskrevs av James Bateman och John Lindley. Mormodes lineata ingår i släktet Mormodes och familjen orkidéer. Inga underarter finns listade i Catalogue of Life.